# 弗拉維爾

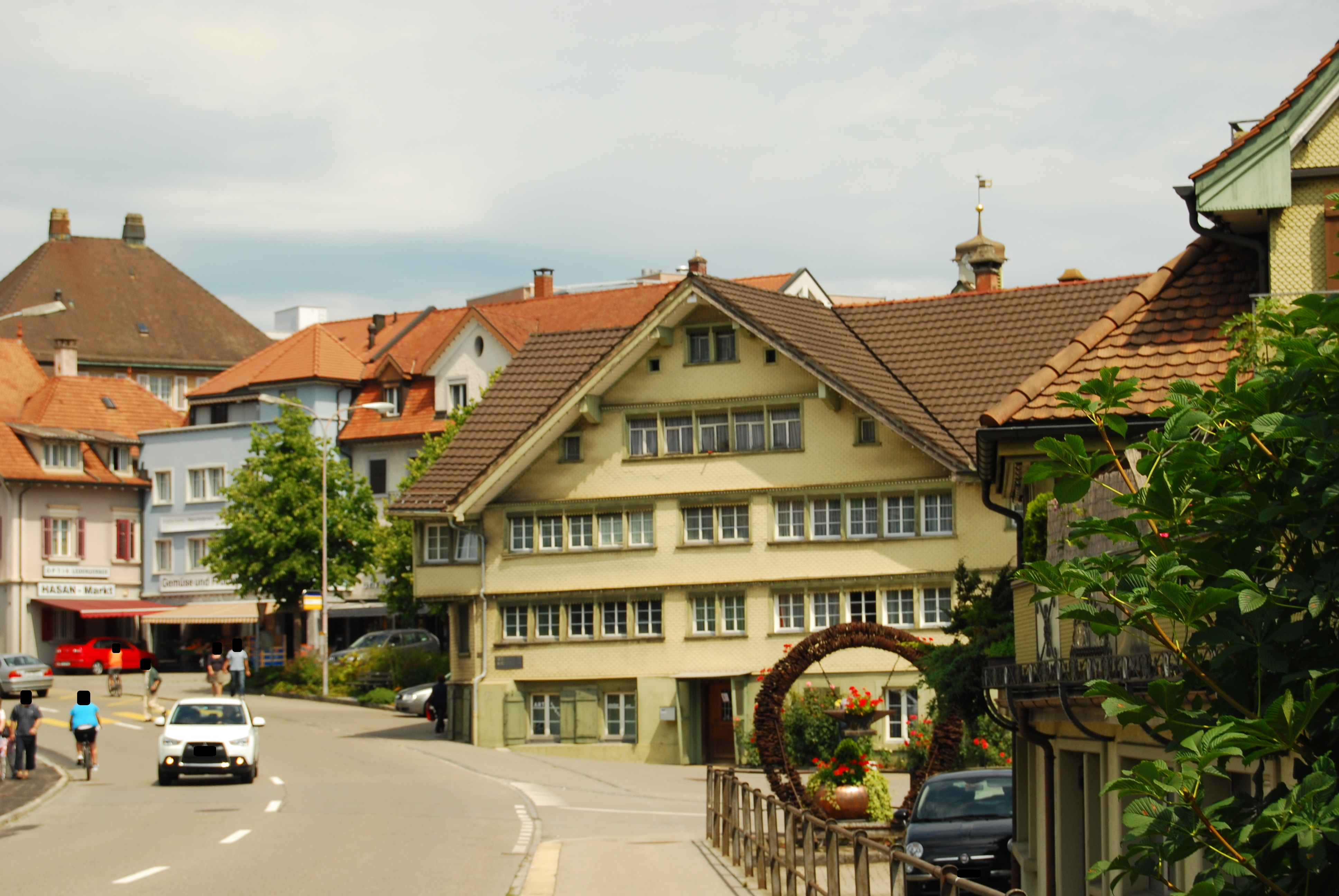

弗拉維爾（德語：Flawil）是瑞士的城鎮，位於該國東北部，由聖加侖州負責管轄，面積11.48平方公里，海拔高度610米，2011年人口10,043，四成半人口信奉羅馬天主教，人口密度每平方公里875人。

## 外部連結
- Official website （页面存档备份，存于） （德文）